# Boeto di Sidone (peripatetico)
Boeto di Sidone (in greco antico: Βόηθος?, Bóēthos; Sidone, 75 a.C. circa – 10 a.C. circa) è stato un filosofo peripatetico greco antico, scolarca della Scuola peripatetica.
Discepolo di Andronico di Rodi (al quale successe alla guida della scuola), probabilmente viaggiò molto giovane ad Atene e a Roma, città nelle quali Andronico insegnò. Strabone, che cita lui e suo fratello Diodoto tra i personaggi illustri di Sidone, lo descrive come suo insegnante (o compagno di studio) di filosofia peripatetica. Tra le sue opere, andate tutte perdute, ve n'era una sulla natura dell'anima; vi era anche un commento sulle Categorie di Aristotele citato da Ammonio di Ermia in un suo commento sulla stessa opera di Aristotele. Sullo studio delle opere di Aristotele, Ammonio riporta un commento di Boeto secondo cui chi si accinge a studiare lo stagirita dovrebbe iniziare dalla Fisica; Andronico di Rodi, invece, aveva suggerito di iniziare con le opere di logica.
La prima edizione completa dei frammenti e delle testimonianze sulle sue opere (con traduzione in francese), è stata pubblicata nel 2020,  a cura di Riccardo Chiaradonna e Marwan Rashed, con contributi di altri autori.